# بات یور
جیزل لیتمان (انگلیسی: Gisèle Littman، متولد ۱۹۳۳)، با نام قلم بات یور شناخته شده‌است (عبری: בת יאור‎، ترجمه واژه‌به‌واژه: دختر نیل) نویسنده یهودیی انگلیسی متولد مصر است، که نظریه توطئه عروپا را در نوشته‌های خود دربارهٔ وضعیت اروپای جدید ترویج می‌کند و استدلال می‌کند که اسلام و آمریکاستیزی و یهودستیزی بر فرهنگ و سیاست اروپا چیره شده‌است. او همچنین در مورد تاریخ اقلیت‌های مسیحی و یهودی که تحت دولت‌های اسلامی زندگی می‌کرده‌اند یا اهل ذمه نوشته‌است که باعث ترویج این اصطلاح در ادبیات اخیر غرب گشته‌است.

## سنین جوانی و تحصیل
او در یک خانواده ثروتمند یهودی در قاهره به دنیا آمد. پدرش ایتالیایی بود و در دوران موسولینی فرار کرده بود و مادرش اهل فرانسه بود. او و والدینش در سال ۱۹۵۷ یکسال پس از بحران سوئز به عنوان پناهنده وارد لندن شدند. در سال ۱۹۵۸ در انستیتوی باستان‌شناسی یو سی ال شرکت کرد و در سال ۱۹۶۰ به سوئیس نقل مکان کرد تا تحصیلات خود را در دانشگاه ژنو ادامه دهد، اما هرگز کارشناسی ارشد خود را به پایان نرسانید و جایگاه دانشگاهی ندارد. در سپتامبر سال ۱۹۵۹  با مورخ و فعال انگلیسی دیوید لیتمن ازدواج کرد. بسیاری ازآثار وی با همکاری او بودند. شهروندی بریتانیا را  از طریق این ازدواج گرفت و در سال ۱۹۶۰ به سوئیس نقل مکان کردند و سه فرزند دارند.

## کتابها
- ذمی سازی  ۲۰۱۳، RVP Press , ISBN 978-1-61861-335-6
- اروپا، جهانی سازی و ظهور خلافت جهانی ، ۲۰۱۱ ، انتشارات دانشگاه ، ISBN 1-61147-445-0
- عروپا: محور اروپایی-عربی ، ۲۰۰۵، Fairleigh Dickinson , ISBN 0-8386-4077-X
- اسلام و ذمیها: جایی که تمدن‌ها با هم برخورد می‌کنند ، ۲۰۰۱، irleigh Dickinson , ISBN 0-8386-3942-9 ؛ ISBN 0-8386-3943-7 (با دیوید لیتمن، ترجمه شده توسط میریام کوچان)
- افول مسیحیت شرقی: از جهاد تا ذمی سازی؛  ۱۹۹۶ ، انتشارات دانشگاه Fairleigh Dickinson , ISBN 0-8386-3678-0 ؛ ISBN 0-8386-3688-8 (شومیز).
- اهل ذمه: زندگی یهودیان و مسیحیان تحت حکومتهای اسلامی، ۱۹۸۵ ، انتشارات دانشگاه Fairleigh Dickinson , ISBN 0-8386-3233-5 ؛ ISBN 0-8386-3262-9 (شومیز). (با دیوید میسل، پل فنتون و دیوید لیتمن؛ پیشگفتار توسط ژاک الول)
- یهودیان مصر ۱۹۷۱